# Marató de TV3 contra el càncer
La Marató de TV3 contra el càncer fou la vint-i-unena edició de la Marató de TV3, celebrada el 16 de desembre de 2012 i dedicada a la lluita contra el càncer. Assolí la recaptació màxima històrica del programa amb 12.387.634 euros i es va convertir en la telemarató amb més diners recaptats per habitant, superant el Téléthon de la televisió pública francesa. Van organitzar-se 2.231 activitats arreu de Catalunya.

## Recaptació
| Núm | Hora         | Recaptació   | Notes |
| --- | ------------ | ------------ | --- |
| 1   | 10:15h       | 325.299 €    | Actualitzat des de Catalunya Ràdio.                                                                         |
| 2   | 11:15        | 513.468 €    | Actualitzat en directe des de Guissona, on s'estava fent una batucada per la Marató.                        |
| 3   | 12:45        | 712.036 €    | Actualitzat amb l'ajuda de les alumnes de gimnàstica rítmica de l'Escola Pia Balmes.                        |
| 4   | 14:00        | 1.059.132 €  | Actualitzat amb les colles castelleres dels Xiquets de Tarragona, Jove de Tarragona i Sant Pere i Sant Pau. |
| 5   | 15:25        | 1.294.714 €  | Amb l'aparició estelar dels Polseres Vermelles.                                                             |
| 6   | 17:10        | 1.842.576 €  | Des del Teatre Merce Rodoreda amb l'Escola de Dança, Dança Despi.                                           |
| 7   | 19:05        | 2.703.841 €  | |
| 8   | 20:45        | 4.017.962 €  | Amb membres del grup d'esgrima Sam.                                                                         |
| 9   | 22:15h       | 5.563.497 €  | Amb una xaranga.                                                                                            |
| 10  | 23:40        | 7.142.965 €  | Actualització exterior del marcador amb l'acompanyament de l'Always Drinking Marching Band.                 |
| 11  | 01:25        | 10.113.152 € | Final del programa                                                                                          |
| 12  | 2 abril 2013 | 12.387.634 € | Total recaptació final. Récord de tota la història.                                                         |

## El disc de La Marató 2012
El disc de La Marató 2012 incloïa 18 cançons i es va posar a la venda el 2 de desembre del 2012.

### Cançons
| Cançó                          | Intèrpret                                    |
| ------------------------------ | -------------------------------------------- |
| 1. Mai caminaràs sol           | Menaix a Truà, Glaucs                        |
| 2. Som persones                | Txarango                                     |
| 3. No m'equiparis              | Alejandro Sanz                               |
| 4. Compta els dies als estels  | La Casa Azul                                 |
| 5. Tornarem                    | Miguel Bosé, Virgínia Martínez, Orfeó Català |
| 6. Canviar el món              | Big Mama, Cobla Sant Jordi                   |
| 7. Desitjo                     | Roger Margarit                               |
| 8. Gràcies a la vida           | Miguel Poveda                                |
| 9. Vull amor                   | Tomàs de los Santos                          |
| 10. Som guerrers               | Porta                                        |
| 11. Obre els ulls              | Els Catarres, Escoles de Catalunya           |
| 12. País petit                 | Lídia Pujol                                  |
| 13. Acontenta'm                | Loquillo                                     |
| 14. Riu de lluna               | Amaia Montero                                |
| 15. Ets viu                    | Ocumé                                        |
| 16. No vull perdre'm res de tu | Amelie                                       |
| 17. Sólo se vive una vez       | Joan Colomo                                  |
| 18. Teixit humà                | Always Drinking Marching Band                |